# Пелевин, Александр Сергеевич
Александр Сергеевич Пеле́вин (род. 20 сентября 1988, Ленинград) — российский писатель

 и поэт ультранационалистической направленности, представитель Z-поэзии, а также журналист и редактор.

## Биография

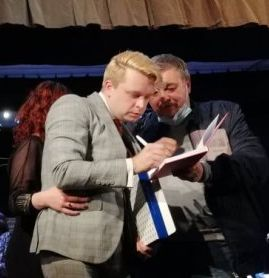
Александр Пелевин (в центре) после получения премии «Национальный бестселлер»

Родился 20 сентября 1988 года в Ленинграде. С восемнадцати лет пишет стихи. Учился на историческом факультете СПбГУ (не окончил), был главным редактором интернет-проекта «Луна. Инфо». Работал охранником в книжном магазине, до 2020 года — журналистом в «Деловом Петербурге».
С 2009 года публикуется в Живом Журнале, на портале Стихи.ру (профиль был закрыт) и в своём паблике ВКонтакте, несколько стихотворений опубликованы на портале «Сетевая словесность».
Увлекается исторической реконструкцией.
В 2021 году стал лауреатом премии «Национальный бестселлер» (номинатор — поэтесса Анна Долгарева).
Является одним из самых известных представителей Z-поэзии.

## Взгляды
Первая скандальная известность Пелевина как автора была связана с активностью в рунете и поэтическим творчеством. Под никами comrade_wolgast, «Вольгаст», «Русское психо» и некоторыми другими он публиковал лирику, наполненную человеконенавистническими мотивами и активно использовал образы, связанные с нацистской идеологией и эстетикой нацистской Германии. Также, по заверениями людей, знавших Пелевина в тот момент, был близок к участникам ДПНИ. А свои произведения публиковал в ЖЖ-сообществе национал-социалистической поэзии ns_poetry. 
И в огне сгорают чурки — дети, бабы, старики,
Вешать, вешать без пощады черномазых на крюки!
В центре взорванной столицы мертвецы ведут парад,

И на чёрно-алом стяге — череп, кости, коловрат! 
Впоследствии писатель самостоятельно удалил из интернета большую часть своего творчества того периода и утверждал, что «с национализмом давно уже наигрался».
В период войны на востоке Украины неоднократно высказывался в поддержку сепаратистов в своих социальных сетях, посещал самопровозглашённые ЛНР и ДНР с чтением стихов. В январе 2019 года Пелевин посетил Луганск и был внесён в базу сайта «Миротворец». Написал рассказ для сборника «Живи Донбасс», составленного по итогам фестиваля фантастов «Звёзды над Донбассом».
Литературовед Александр Марков относит Пелевина к авторам, создающим в период российского вторжения на Украину одновременно сенсационный репортаж и нормализацию новой идеологии, а также производящим «эмоцию в отношении к другому». В публичных выступлениях в этот период Пелевин читает как собственные произведения, так и стихи других авторов: журналисты отмечают публичное исполнение Пелевиным в Санкт-Петербурге и Москве весной 2023 года стихотворения «Словно хуй дрочёный в жопу пидора…», содержащего непристойные оскорбления в адрес украинцев. Один из мотивов Z-поэзии, в жанре которой пишет и Пелевин — привыкание к смерти, идеи жертвенной смерти, советские установки о смерти за что-то или против чего-то, идея о том, что смерть оправдана и тем приемлема, допустима: что напоминает особенности пропаганды СССР, которые начала применять и пропаганда РФ.

## Награды и признание
1. 2018 — длинный список АБС-премии (роман «Калинова Яма»)
2. 2019 — длинный список АБС-премии (роман «Четверо»)[17]
3. 2019 — короткий список премии «Национальный бестселлер» (роман «Четверо»)[18][19]
4. 2019 — длинный список Премии читателя (роман «Четверо»)
5. 2021 — победитель премии «Национальный бестселлер» (роман «Покров-17»)[20]
6. 2022 — лауреат Московской арт-премии (II место) (повесть «Гори огнем»)[21]

### Интервью
- Самое первое интервью («Литературная газета») Архивная копия от 29 марта 2020 на Wayback Machine
- Интервью на YouTube 2019
- Поэт и писатель Александр Пелевин вызывает все больший интерес у читателей: интервью / подг. С. Мазур // Санкт-Петербургские ведомости. — 2022. — 8 дек.
- Интервью на YouTube 03.2021 Архивная копия от 2 июня 2021 на Wayback Machine

### Прочее
- Критика от «Прочтения» в рамках «Нацбеста» Архивная копия от 29 марта 2020 на Wayback Machine
- На «Донбасс сегодня» Архивная копия от 29 марта 2020 на Wayback Machine
- Дискуссия по поводу статьи (удалена) Архивная копия от 29 марта 2020 на Wayback Machine